# Nisída Kárga
Nisída Kárga är en ö i Grekland.   Den ligger i regionen Kreta, i den södra delen av landet, 280 km söder om huvudstaden Aten.